# Nesara
Nesara is een geslacht van vlinders van de familie spinners (Lasiocampidae), uit de onderfamilie Macromphaliinae.

## Soorten
- N. albida (Walker, 1855)
- N. apicalis Walker, 1855
- N. caramina (Schaus, 1911)
- N. casada (Schaus, 1911)
- N. dacasa (Dognin, 1912)
- N. dalceroides (Dognin, 1906)
- N. drucei (Dognin, 1896)
- N. filamentosa (Dognin, 1923)
- N. francesca (Schaus, 1910)
- N. fumata (Schaus, 1894)
- N. fumicosta Draudt, 1927
- N. gorgas (Schaus, 1915)
- N. lasthenia (Druce, 1887)
- N. lauda (Druce, 1887)
- N. laurina (Dognin, 1912)
- N. laxta (Druce, 1890)

- N. lemoulti (Schaus, 1906)
- N. macerra (Schaus, 1890)
- N. majorina (Dognin, 1916)
- N. mita (Schaus, 1906)
- N. niveipunctata Dognin, 1923
- N. ocruma (Schaus, 1906)
- N. oroyana (Dognin, 1923)
- N. pallida (Butler, 1878)
- N. parva (Dognin, 1912)
- N. plagiata (Walker, 1855)
- N. plicistriga Draudt, 1928
- N. poecila Draudt, 1928
- N. robustior Draudt, 1928
- N. tremula (Schaus, 1906)
- N. turpis (Butler, 1878)